# Confine tra Mauritania e Senegal
Il confine tra la Mauritania e il Senegal ha una lunghezza di 742 km e va dall'Oceano Atlantico a ovest lungo il fiume Senegal fino al triplice confine con il Mali a est.

## Descrizione
Il confine inizia a ovest sulla costa atlantica e poi va a est, attraversando la penisola della Langue de Barbarie; vira poi a nord, utilizzando il Marigot de Mambatio, prima di raggiungere il fiume Senegal. Il confine segue quindi questo fiume verso est in un ampio arco, terminando al triplice confine con il Mali alla confluenza Senegal / Falémé.

## Storia

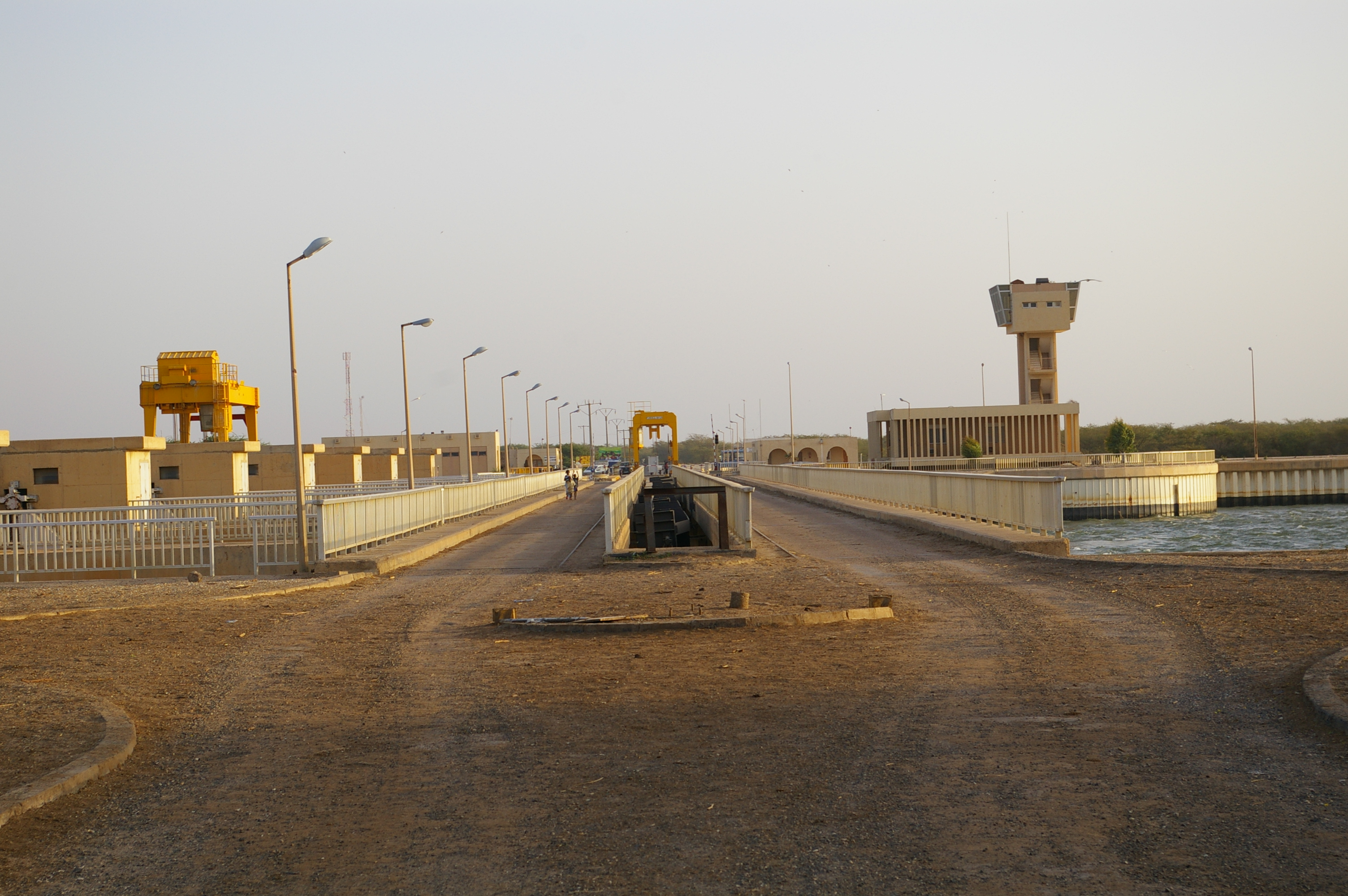
Confine mauritano-senegalese alla diga di Diama

La Francia iniziò a stabilirsi sulle coste dei moderni Mauritania e Senegal nei secoli XVII-XVIII, estendendo gradualmente il proprio dominio nell'entroterra, fino all'attuale Mali, durante gli anni 1850-80. Come risultato della "spartizione dell'Africa" nel 1880, la Francia ottenne il controllo della valle superiore del fiume Niger (più o meno equivalente alle aree attuali del Mali e del Niger).
La Francia occupò quest'area nel 1900 e successivamente la Mauritania nel 1903-04. Il Mali (allora indicato come Sudan francese) era originariamente incluso, insieme ai moderni Niger e Burkina Faso, all'interno della colonia dell'Alto Senegal e del Niger; tuttavia fu successivamente scisso e, insieme alla Mauritania, divenne una regione costituente della colonia federale dell'Africa Occidentale Francese (Afrique Occidentale Française, abbreviato AOF). L'anno successivo, il 25 febbraio 1905, la Francia creò un confine tra Senegal e Mauritania lungo il fiume Senegal, che fu poi descritto più dettagliatamente in un decreto dell'8 dicembre 1933.

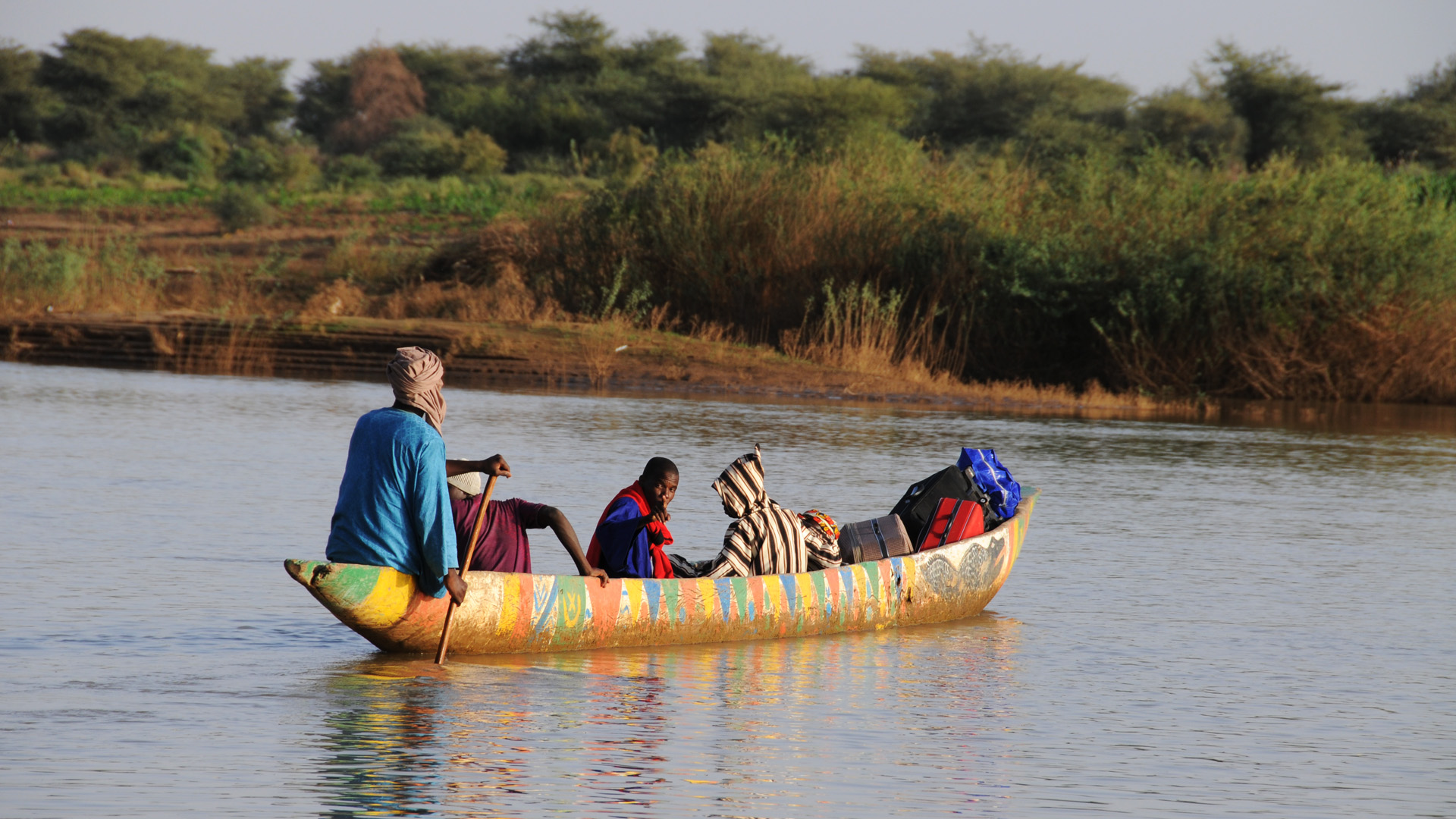
Il confine a Bababé

Con la crescita del movimento per la decolonizzazione nell'epoca successiva alla seconda guerra mondiale, la Francia concesse gradualmente più diritti politici e rappresentanza alle proprie colonie dell'Africa subsahariana, arrivando alla concessione di un'ampia autonomia interna all'Africa occidentale francese nel 1958, nel quadro della Comunità francese. Nel 1960 sia la Mauritania che il Senegal ottennero l'indipendenza e la loro reciproca frontiera divenne una frontiera internazionale tra due stati. 
Le relazioni tra i due Stati, inizialmente abbastanza buone, si deteriorarono negli anni '80 a causa di varie controversie lungo il fiume Senegal, aggravate dalla siccità e da tensioni etniche di lunga data. Le controversie scoppiarono in scontri armati lungo la frontiera nel 1989, sfociando in una guerra che terminò nel 1991.

## Insediamenti vicino al confine

### Mauritania
- Keur-Macene
- Rosso
- Ngorel
- Boghé
- Tjide
- Bababé
- Mbotto
- Mbagne
- Ouoloum Nere
- Kaédi
- Djowol
- Sagne

### Senegal
- Saint-Louis
- Debi
- Rheune
- Ntiagar
- Dagana
- Podor
- Boki
- Sioure
- Cascas
- Doungel
- Saldé
- Matam
- Bakel
- Aroundou